# Ramón Perera
Ramón Perera Comorera (Barcelona, 12 de marzo de 1907 - Ilford, Londres, 24 de noviembre de 1984) fue un ingeniero industrial español, encargado de la creación de los refugios antiaéreos de toda Cataluña y en especial de Barcelona contra los bombardeos aéreos durante la Guerra Civil.

## Biografía
Se licenció en 1931 y se dedicó primero a la enseñanza, entre otros lugares en la Escuela del Trabajo barcelonesa. Comenzada la Guerra Civil trabajó en el desdoblamiento y el refuerzo de las líneas ferroviarias de Barcelona a Francia. Pero su acción más destacada comenzó cuando, afiliado al Partido Socialista Unificado de Cataluña (PSUC), fue nombrado secretario técnico de la Sección de Planes y Obras de la Junta de Defensa Pasiva de Cataluña en febrero de 1938. De forma muy personal trabajó intensamente en el diseño, asesoramiento y supervisión para la construcción de refugios en toda Cataluña. Los refugios fueron incorporando nuevas medidas de protección gracias a sus cuidadosas observaciones de los efectos de las bombas. Sólo en la ciudad de Barcelona se construyeron 1.200 refugiosque protegieron y salvaron la vida a miles de ciudadanos gracias a su resistencia y a las medidas por él aconsejadas. La documentación personal sobre la construcción de refugios y resistencia de materiales que realizó fue depositada en la Archivo de Montserrat como Fondo Ramón Perera. En las postrimerías de la guerra salvó la documentación de la Junta. Se exilió en Londres, ayudado por miembros del MI5 británico y formó parte del Consejo Nacional de Cataluña. Intentó sin suficiente éxito promover la construcción de refugios en aquel país. Terminada la Segunda Guerra Mundial continuó su actividad de ingeniero en la industria civil hasta su muerte.